# Summer Cup 2013
Il Summer Cup 2013 è stato un torneo di tennis facente parte della categoria ITF Men's Circuit nell'ambito dell'ITF Men's Circuit 2013 e dell'ITF Women's Circuit nell'ambito dell'ITF Women's Circuit 2013. Il torneo maschile femminile si è giocato dal 5 all'11 agosto, quello maschile dal 19 al 25 agosto a Mosca in Russia campi in terra rossa.

## Vincitori

### Singolare maschile
Anton Zaitsev ha battuto in finale  Mikhail Biryukov con il punteggio di 4–6, 6–4, 6–2

### Doppio maschile
Alexander Krasnorutskiy /  Anton Manegin hanno battuto in finale  Andrey Saveliev /  Mikhail Vaks con il punteggio di 6–2, 1–6, [10–5]

### Singolare femminile
Anastasіja Vasyl'jeva  ha battuto in finale  Daria Mironova con il punteggio di 6–2, 6–3

### Doppio femminile
Alona Fomina /  Anna Shkudun hanno battuto in finale  Albina Khabibulina /  Anastasіja Vasyl'jeva con il punteggio di 6–2, 7–5